# Okruglica (Trstenik)
Pour les articles homonymes, voir Okruglica.
Okruglica (en serbe cyrillique : Округлица) est un village de Serbie situé dans la municipalité de Trstenik, district de Rasina. Au recensement de 2011, il comptait 219 habitants.

## Démographie
| 1948 | 1953 | 1961 | 1971 | 1981 | 1991 | 2002 | 2011 |
| ---- | ---- | ---- | ---- | ---- | ---- | ---- | ---- |
| 401  | 393  | 397  | 346  | 359  | 319  | 261  | 219  |

|  |